# Enicospilus maritus
Enicospilus maritus là một loài tò vò trong họ Ichneumonidae.